# Trường Cát
Trường Cát (chữ Hán giản thể: 长葛市, Hán Việt: Trường Cát thị) là một thành phố cấp huyện của địa cấp thị Hứa Xương, tỉnh Hà Nam Cộng hòa Nhân dân Trung Hoa. Thành phố Trường Cát có diện tích 650 km², dân số năm 2002 là 680.000 người. Trường Cát có mã số bưu chính 461500, mã vùng điện thoại 0374.